# Out on the Road
Albums de The Hollies
Romany
(1972) Hollies
(1974)
Out on the Road est le treizième album du groupe The Hollies. Il est sorti en 1973 sur le label allemand Hansa Records. C'est le deuxième et dernier album des Hollies avec Mikael Rickfors (en), le remplaçant du chanteur Allan Clarke.
Après le retour de Clarke, plusieurs des chansons de Out on the Road sont retravaillées par le groupe pour leur album suivant, Hollies.

## Titres
| 1. | Out on the Road             | Tony Hicks, Kenny Lynch          | 2:58 |
| 2. | A Better Place              | Tony Hicks, Kenny Lynch          | 2:41 |
| 3. | They Don't Realise I'm Down | Mikael Rickfors, Terry Sylvester | 4:32 |
| 4. | The Last Wind               | Mikael Rickfors                  | 3:41 |
| 5. | Mr. Heartbreaker            | Terry Sylvester                  | 3:32 |
| 6. | I Was Born a Man            | Tony Hicks, Kenny Lynch          | 2:57 |

| 7.  | Slow Down—Go Down             | Tony Hicks, Kenny Lynch        | 3:55 |
| 8.  | Don't Leave the Child Alone   | Mikael Rickfors                | 2:46 |
| 9.  | Nearer to You                 | Tony Hicks, Kenny Lynch        | 3:47 |
| 10. | Pick Up the Pieces            | Terry Sylvester                | 3:55 |
| 11. | Trans-Atlantic West Bound Jet | Bobby Elliott, Terry Sylvester | 4:47 |

## Musiciens
- Bernie Calvert : basse, claviers
- Mikael Rickfors : chant
- Bobby Elliott : batterie, percussions
- Tony Hicks : guitare, chant
- Terry Sylvester : guitare rythmique, chant